# Площадь Свободы (Дзержинск)
Пло́щадь Свободы — площадь Дзержинска. Расположена в Третьем кольце города.

## История
Площадь расположена в Третьем кольце города Дзержинска. Она представляет собой оживленный перекресток, где сходятся троллейбусные маршруты. Площадь неважно асфальтирована. Является местом, где соприкасаются Третье и Четвертое кольца города.

## Примечательные здания и сооружения

### Здания

#### Больница скорой помощи
Здание расположено на площади.

#### Воинская часть
Корпус здания глядит на площадь.